# Héctor Fort
Héctor Fort García (ur. 2 sierpnia 2006 w Barcelonie) – hiszpański piłkarz, występujący na pozycji obrońcy w hiszpańskim klubie FC Barcelona. Młodzieżowy reprezentant Hiszpanii.

## Sukcesy

### FC Barcelona
- Superpuchar Hiszpanii: 2025
- Puchar Króla 2024/25